# Oxytropis includens
Oxytropis includens är en ärtväxtart som beskrevs av Nina Alexandrovna Basilevskaja. Oxytropis includens ingår i släktet klovedlar, och familjen ärtväxter. Inga underarter finns listade i Catalogue of Life.